# Ogień (piosenka)
Ogień – utwór zespołu Ira pochodzący z ich siódmego studyjnego albumu zatytułowanego Ogień. Kompozycja została zamieszczona na trzeciej pozycji, trwa 3 minuty i 52 sekundy i jest trzecim co do najdłuższych utworów znajdujących się na płycie.
Brzmienie kompozycji utrzymane jest w ciężkim hardrockowym stylu, połączonym z melodyjnymi riffami gitarowymi, oraz solówką gitarową. Autorem tekstu utworu jest Wojciech Byrski, natomiast kompozytorem menedżer Mariusz Musialski. Utwór był bardzo często grany podczas trasy promującej płytę, trafił także na płytę koncertową z okazji 15-lecia istnienia grupy, został tam zaprezentowany jako nowy jeszcze nieznany utwór. Został także zagrany na koncercie z okazji osiemnastych urodzin zespołu w krakowskim klubie "Studio" 14 października 2006 roku. Obecnie jest często grany na koncertach zespołu.

## Muzycy
- Artur Gadowski – śpiew, chórki
- Wojciech Owczarek – perkusja
- Piotr Sujka – gitara basowa, chór
- Sebastian Piekarek – gitara elektryczna, chór
- Maciej Gładysz – gitara elektryczna
- Marcin Bracichowicz – gitara elektryczna